# Saudade, saudade
A Saudade, saudade (magyarul: Vágyódás, vágyódás) MARO portugál énekesnő dala, mellyel Portugáliát képviselte a 2022-es Eurovíziós Dalfesztiválon Torinóban. A dal 2022. március 12-én, a portugál nemzeti döntőben, a Festival da Cançãoban megszerzett győzelemmel érdemelte ki a dalversenyen való indulás jogát.

## Eurovíziós Dalfesztivál
2021. január 21-én vált hivatalossá, hogy az énekesnő alábbi dalabekerült a portugál eurovíziós nemzeti válogató mezőnyébe. A dalt először a március 5-i első elődöntőben adták elő, ahonnan a zsűri és a nézők szavazatai alapján első helyen jutottak tovább a március 12-én megrendezett döntőbe. A döntőben az énekesnő dalát választották ki a zsűri és a nézők, amellyel képviseli Portugáliát az következő Eurovíziós Dalfesztiválon.
Az Eurovíziós Dalfesztiválon a dalt először a május 12-én rendezett első elődöntőben adták elő fellépési sorrend szerint tizedikként a Moldovát képviselő Zdob și Zdub & Advahov Brothers Trenulețul című dala után és a Svájcot képviselő Mia Dimšić Guilty Pleasure című dala előtt.
Az elődöntőből negyedik helyezettként sikeresen továbbjutottak a május 14-i döntőbe, ahol fellépési sorrendben harmadikként léptek fel, a Romániát képviselő WRS Llámame című dala után és az Finnországot képviselő The Rasmus Jezebel című dala előtt. A szavazás során a zsűri szavazáson összesítésben ötödik helyen végeztek 171 ponttal, míg a nézői szavazáson tizenötödik helyen végeztek 36 ponttal, így összesítésben 207 ponttal a verseny kilencedik helyezettjei lettek.